# Count Your Change
Count Your Change é um curta-metragem de comédia mudo norte-americano, realizado em 1919, com o ator cômico Oliver Hardy.

## Elenco
- Harold Lloyd - o garoto
- Snub Pollard - Billy Bullion (como Harry Pollard)
- Bebe Daniels - Miss Flighty
- Sammy Brooks
- Lige Conley - (como Lige Cromley)
- Wallace Howe
- Bud Jamison
- Dee Lampton
- Marie Mosquini
- Fred C. Newmeyer - (como Fred Newmeyer)
- James Parrott